# 400 mètres féminin aux Jeux olympiques d'été de 1996 (athlétisme)
Navigation
Barcelone 1992 Sydney 2000
L'épreuve du 400 mètres féminin aux Jeux olympiques de 1996 s'est déroulée du 26 au 29 juillet 1996 au Centennial Olympic Stadium d'Atlanta, aux États-Unis.  Elle est remportée par la Française Marie-José Pérec qui établit en finale un nouveau record olympique en 48 s 25.

## Résultats

### Séries

#### Série 1
| Rang | Athlète              | Pays        | Temps         | Notes |
| ---- | -------------------- | ----------- | ------------- | ----- |
| 1    | Pauline Davis        | Bahamas     | 51 s 00       |       |
| 2    | Svetlana Goncharenko | Russie      | 51 s 07       |       |
| 3    | Phylis Smith         | Royaume-Uni | 51 s 29       |       |
| 4    | Renée Poetschka      | Australie   | 51 s 55       |       |
| 5    | Theodora Kyriakou    | Chypre      | 52 s 09       |       |
| 6    | Grace Birungi        | Ouganda     | 53 s 12       |       |
| 7    | Ahamada Haoulata     | Comores     | 1 min 03 s 44 |       |

#### Série 2
| Rang | Athlète           | Pays         | Temps   | Notes |
| ---- | ----------------- | ------------ | ------- | ----- |
| 1    | Maicel Malone     | États-Unis   | 51 s 28 |       |
| 2    | Juliet Campbell   | Jamaïque     | 51 s 57 |       |
| 3    | Grace-Ann Dinkins | Liberia      | 51 s 83 |       |
| 4    | Olga Kotlyarova   | Russie       | 51 s 90 |       |
| 5    | Hana Benešová     | Tchéquie     | 52 s 28 |       |
| 6    | Jana Manujlowa    | Ukraine      | 52 s 51 |       |
| 7    | Ameerah Bello     | Modèle:US-VI | 53 s 40 |       |

#### Série 3
| Rang | Athlète          | Pays         | Temps   | Notes |
| ---- | ---------------- | ------------ | ------- | ----- |
| 1    | Kim Graham       | États-Unis   | 51 s 70 |       |
| 2    | Helena Fuchsová  | Tchéquie     | 51 s 71 |       |
| 3    | Fatima Yusuf     | Nigeria      | 52 s 25 |       |
| 4    | Lee Naylor       | Australie    | 52 s 53 |       |
| 5    | Olena Rurak      | Ukraine      | 52 s 92 |       |
| 6    | Marina Živković  | Yougoslavie  | 53 s 10 |       |
| 7    | Melrose Mansaray | Sierra Leone | 54 s 37 |       |

#### Série 4
| Rang | Athlète            | Pays     | Temps   | Notes |
| ---- | ------------------ | -------- | ------- | ----- |
| 1    | Virna De Angeli    | Italie   | 51 s 68 |       |
| 2    | Sandie Richards    | Jamaïque | 51 s 79 |       |
| 3    | Marie-José Pérec   | France   | 51 s 82 |       |
| 4    | LaDonna Antoine    | Canada   | 51 s 99 |       |
| 5    | Ngozi Mwanamwambwa | Zimbabwe | 54 s 12 |       |
| 6    | Mercy Addy         | Ghana    | 54 s 92 |       |
| DNF  | Ximena Restrepo    | Colombie |         |       |

#### Série 5
| Rang | Athlète                   | Pays                       | Temps   | Notes |
| ---- | ------------------------- | -------------------------- | ------- | ----- |
| 1    | Jearl Miles               | États-Unis                 | 51 s 96 |       |
| 2    | Grit Breuer               | Allemagne                  | 52 s 20 |       |
| 3    | Merlene Frazer            | Jamaïque                   | 52 s 20 |       |
| 4    | Maria Magnólia Figueiredo | Brésil                     | 52 s 41 |       |
| 5    | Diane Francis             | Saint-Christophe-et-Niévès | 52 s 48 |       |
| 6    | Melissa Straker           | Barbade                    | 52 s 92 |       |
| 7    | Guilhermina da Cruz       | Angola                     | 55 s 42 |       |

#### Série 6
| Rang | Athlète              | Pays        | Temps         | Notes |
| ---- | -------------------- | ----------- | ------------- | ----- |
| 1    | Sandra Myers         | Espagne     | 52 s 54       |       |
| 2    | Falilat Ogunkoya     | Nigeria     | 52 s 65       |       |
| 3    | Donna Fraser         | Royaume-Uni | 52 s 78       |       |
| 4    | Naděžda Koštovalová  | Tchéquie    | 53 s 03       |       |
| 5    | Swetlana Bodritskaja | Kazakhstan  | 53 s 24       |       |
| 6    | Du Xiujie            | Chine       | 53 s 95       |       |
| 7    | Arely Franco         | Salvador    | 1 min 01 s 38 |       |

#### Série 7
| Rang | Athlète            | Pays                      | Temps   | Notes |
| ---- | ------------------ | ------------------------- | ------- | ----- |
| 1    | Olabisi Afolabi    | Nigeria                   | 51 s 80 |       |
| 2    | Cathy Freeman      | Australie                 | 51 s 99 |       |
| 3    | Hanna Kosak        | Biélorussie               | 52 s 39 |       |
| 4    | Patrizia Spuri     | Italie                    | 52 s 45 |       |
| 5    | Zoila Stewart      | Costa Rica                | 52 s 66 |       |
| 6    | Corinne Simasotchi | Suisse                    | 53 s 69 |       |
| 7    | Denise Ouabangui   | République centrafricaine | 55 s 74 |       |

### Quarts de finale

#### Quarts de finale 1
| Rang | Athlète           | Pays        | Temps   | Notes |
| ---- | ----------------- | ----------- | ------- | ----- |
| 1    | Cathy Freeman     | Australie   | 50 s 43 |       |
| 2    | Grit Breuer       | Allemagne   | 50 s 57 |       |
| 3    | Kim Graham        | États-Unis  | 50 s 96 |       |
| 4    | Olabisi Afolabi   | Nigeria     | 51 s 07 |       |
| 5    | Hana Benešová     | Tchéquie    | 51 s 30 |       |
| 6    | Olga Kotlyarova   | Russie      | 51 s 36 |       |
| 7    | Donna Fraser      | Royaume-Uni | 51 s 58 |       |
| 8    | Theodora Kyriakou | Chypre      | 52 s 26 |       |

#### Quarts de finale 2
| Rang | Athlète                   | Pays     | Temps   | Notes |
| ---- | ------------------------- | -------- | ------- | ----- |
| 1    | Marie-José Pérec          | France   | 51 s 00 |       |
| 2    | Pauline Davis             | Bahamas  | 51 s 08 |       |
| 3    | Juliet Campbell           | Jamaïque | 51 s 17 |       |
| 4    | Svetlana Goncharenko      | Russie   | 51 s 35 |       |
| 5    | Maria Magnólia Figueiredo | Brésil   | 51 s 98 |       |
| 6    | LaDonna Antoine           | Canada   | 52 s 03 |       |
| 7    | Grace-Ann Dinkins         | Liberia  | 52 s 53 |       |
| 8    | Jana Manujlowa            | Ukraine  | 52 s 82 |       |

#### Quarts de finale 3
| Rang | Athlète             | Pays                       | Temps   | Notes |
| ---- | ------------------- | -------------------------- | ------- | ----- |
| 1    | Falilat Ogunkoya    | Nigeria                    | 50 s 65 |       |
| 2    | Jearl Miles         | États-Unis                 | 50 s 84 |       |
| 3    | Sandie Richards     | Jamaïque                   | 51 s 22 |       |
| 4    | Renée Poetschka     | Australie                  | 51 s 33 |       |
| 5    | Virna De Angeli     | Italie                     | 51 s 77 |       |
| 6    | Hanna Kosak         | Biélorussie                | 52 s 14 |       |
| 7    | Diane Francis       | Saint-Christophe-et-Niévès | 52 s 24 |       |
| 8    | Naděžda Koštovalová | Tchéquie                   | 53 s 21 |       |

#### Quarts de finale 4
| Rang | Athlète         | Pays        | Temps   | Notes |
| ---- | --------------- | ----------- | ------- | ----- |
| 1    | Maicel Malone   | États-Unis  | 51 s 16 |       |
| 2    | Fatima Yusuf    | Nigeria     | 51 s 27 |       |
| 3    | Sandra Myers    | Espagne     | 51 s 53 |       |
| 4    | Merlene Frazer  | Jamaïque    | 51 s 57 |       |
| 5    | Helena Fuchsová | Tchéquie    | 51 s 70 |       |
| 6    | Phylis Smith    | Royaume-Uni | 52 s 16 |       |
| 7    | Patrizia Spuri  | Italie      | 52 s 78 |       |
| 8    | Lee Naylor      | Australie   | 53 s 75 |       |

### Demi-finales

#### Demi-finale 1
| Rang | Athlète         | Pays       | Temps   | Notes |
| ---- | --------------- | ---------- | ------- | ----- |
| 1    | Cathy Freeman   | Australie  | 50 s 32 |       |
| 2    | Fatima Yusuf    | Nigeria    | 50 s 36 |       |
| 3    | Sandie Richards | Jamaïque   | 50 s 74 |       |
| 4    | Grit Breuer     | Allemagne  | 50 s 75 |       |
| 5    | Kim Graham      | États-Unis | 51 s 13 |       |
| 6    | Maicel Malone   | États-Unis | 51 s 16 |       |
| 7    | Merlene Frazer  | Jamaïque   | 51 s 18 |       |
| 8    | Olabisi Afolabi | Nigeria    | 51 s 40 |       |

#### Demi-finale 2
| Rang | Athlète              | Pays       | Temps   | Notes |
| ---- | -------------------- | ---------- | ------- | ----- |
| 1    | Marie-José Pérec     | France     | 49 s 19 |       |
| 2    | Falilat Ogunkoya     | Nigeria    | 49 s 57 |       |
| 3    | Pauline Davis        | Bahamas    | 49 s 85 |       |
| 4    | Jearl Miles          | États-Unis | 50 s 21 |       |
| 5    | Svetlana Goncharenko | Russie     | 50 s 84 |       |
| 6    | Sandra Myers         | Espagne    | 51 s 42 |       |
| 7    | Renée Poetschka      | Australie  | 51 s 49 |       |
| 8    | Juliet Campbell      | Jamaïque   | 51 s 65 |       |

### Finale
| Rang               | Athlète          | Pays       | Temps   | Notes |
| ------------------ | ---------------- | ---------- | ------- | ----- |
| Médaille d'or      | Marie-José Pérec | France     | 48 s 25 | OR    |
| Médaille d'argent  | Cathy Freeman    | Australie  | 48 s 63 | NR    |
| Médaille de bronze | Falilat Ogunkoya | Nigeria    | 49 s 10 | AR    |
| 4                  | Pauline Davis    | Bahamas    | 49 s 28 | NR    |
| 5                  | Jearl Miles      | États-Unis | 49 s 55 |       |
| 6                  | Fatima Yusuf     | Nigeria    | 49 s 77 |       |
| 7                  | Sandie Richards  | Jamaïque   | 50 s 45 |       |
| 8                  | Grit Breuer      | Allemagne  | 50 s 71 |       |

## Légende
Records et Performances
- AR : Record continental (area record)
- CR : Record des championnats (championship record)
- MR : Record du meeting (meet record)
- NR : Record national (national record)
- OR : Record olympique (olympic record)
- PR : Record paralympique (paralympic record)
- PB : Record personnel (personal best)
- SB : Meilleure performance personnelle de la saison (season's best)
- WL : Meilleure performance mondiale de l'année (world leader)
- WJR : Record du monde junior (world junior record)
- WR : Record du monde (world record)

Circonstances et Conditions
- DNF : N'a pas terminé (did not finish)
- DNS : N'a pas pris le départ (did not start)
- DQ : Disqualification (disqualification)
- NM : Aucun essai valable enregistré (No Mark)
- Q : Qualifié « directement » au prochain tour (ou à la prochaine compétition), lors d'une compétition majeure, grâce au classement ou à la réalisation des minima (automatic qualifier)
- q : Qualifié au prochain tour (ou à la prochaine compétition), lors d'une compétition majeure, grâce au repêchage ou à la réalisation de l'une des meilleures performances parmi celles des « non qualifiés directement » (grâce au meilleur temps ou à la meilleure distance par exemple) (secondary qualifier)